# 上半平面
数学、とくにリーマン幾何学あるいは（局所）コンパクト群の調和解析において上半平面（じょうはんへいめん、英: upper half plane）は、虚部が正である複素数全体の成す集合をいう。上半平面は連結な開集合であり、それがリーマン球面に埋め込まれているとみなしたとき、その閉包を閉上半平面と呼ぶ。閉上半平面は上半平面に実軸と無限遠点を含めたものである。（開いた）上半平面を慣例的に H や H あるいは {\displaystyle {\mathfrak {H}}} と記す（このとき、下半平面は H− や H− などと書かれ、対比的に上半平面を H+ などと記すこともある）。上半平面は、リー群の表現論やロバチェフスキーの双曲幾何学などの舞台として数論・表現論的、幾何学的に重要な役割を果たす。
{\displaystyle \mathbb {H} =\{(x,y)\in \mathbb {R} ^{2}\mid y>0\}}
または
{\displaystyle {\mathfrak {H}}={\mathfrak {H}}^{+}={\mathfrak {H}}_{+}=\{z\in \mathbb {C} \mid \Im \,z>0\}=\{x+yi\mid x,y\in \mathbb {R} ,\,y>0\},}
{\displaystyle {\bar {\mathfrak {H}}}={\mathfrak {H}}\cup \partial {\mathfrak {H}}={\mathfrak {H}}^{+}\cup \mathbb {R} \cup \{\infty \}.}
{\displaystyle {\bar {\mathfrak {H}}}\cup {\mathfrak {H}}_{-}={\mathfrak {H}}_{+}\cup {\mathfrak {H}}_{-}\cup \mathbb {R} \cup \{\infty \}={\mbox{ Riemann sphere}}.}

## 双曲モデル
ポワンカレの上半平面モデルと呼ばれる双曲幾何のユークリッド空間内での実現がある。このモデルでは、計量が
{\displaystyle {\frac {d(z{\bar {z}})}{|\Im z|^{2}}}}
で与えられていて、実軸に近づくほどに空間が歪んでいる。双曲幾何のモデルとしての上半平面における「直線」（測地線）は、両端がそれぞれ実軸に直交する円周（直線も半径無限大であると見なして円に含める）である。上半平面を単位円板
{\displaystyle D=\{z\in \mathbb {C} \mid z{\bar {z}}<1\}}
に写す正則な全単射
{\displaystyle {\mathfrak {H}}\ni z\mapsto {\frac {z-i}{z+i}}\in D}
{\displaystyle D\ni w\mapsto {\frac {1+w}{1-w}}i\in {\mathfrak {H}}}
が存在して、上半平面モデルは単位円板モデルと呼ばれる計量
{\displaystyle {\frac {d(z{\bar {z}})}{(1-|z|)^{2}}}}
をもつ実現と互いにうつりあう。これは二つのモデルがリーマン面として解析的同型であることを意味している。これらの閉包もやはり解析同相となるので、閉上半平面はコンパクトリーマン面になる。

## SL(2) の表現論
上半平面にリー群 GL(2, R) が
{\displaystyle {\begin{pmatrix}a&b\\c&d\end{pmatrix}}z:={\frac {az+b}{cz+d}}\quad {\text{ for }}z\in {\mathfrak {H}}}
によって（計量を保って）作用する。H は同じ作用で SL(2) の作用を受ける。このとき、z = i の固定部分群は
{\displaystyle SO(2,\mathbb {R} )=\left\{{\begin{pmatrix}\cos \,\theta &-\sin \,\theta \\\sin \,\theta &\cos \,\theta \end{pmatrix}}\right\}}
となるので、解析同相
{\displaystyle {\mathfrak {H}}\simeq SL(2,\mathbb {R} )/SO(2,\mathbb {R} )}
が成り立つ。さらに SL(2, Z) のような離散部分群（しばしば Γ で表される）の作用で H を割った空間（これも適当な仕方でリーマン面の構造を持つ）の上の微分形式は保型形式と呼ばれる数論的対象を定める。